# Rimkorolgita
La rimkorolgita és un mineral de la classe dels fosfats. Rep el nom d'Olga Mikhailovna Rimskoa-Korsakova, professora de mineralogia.

## Característiques
La rimkorolgita és un fosfat de fórmula química BaMg₅(PO₄)₄·8H₂O. Cristal·litza en el sistema ortoròmbic. La seva duresa a l'escala de Mohs és 3.
Segons la classificació de Nickel-Strunz, la rimkorolgita pertany a «08.CH: Fosfats sense anions addicionals, amb H₂O, amb cations de mida mitjana i gran, RO₄:H₂O < 1:1» juntament amb els següents minerals: walentaïta, anapaïta, picrofarmacolita, dittmarita, niahita, francoanellita, taranakita, schertelita, hannayita, struvita, struvita-(K), hazenita, bakhchisaraitsevita, fahleïta, smolyaninovita, barahonaïta-(Al) i barahonaïta-(Fe).

## Formació i jaciments
Va ser descoberta a la mina Kovdor Zheleznyi, al massís de Kovdor, dins l'óblast de Múrmansk (Districte Federal del Nord-oest, Rússia). Aquest indret a la península de Kola és l'únic on ha estat descrita aquesta espècie mineral.